# Les Aventures extraordinaires de Saturnin Farandoul
Pour plus de détails, voir Fiche technique et Distribution.
Les Aventures extraordinaires de Saturnin Farandoul (Le avventure straordinarissime di Saturnino Farandola), est une comédie de science-fiction italienne à quatre sketches réalisée par Marcel Fabre et Luigi Maggi et sortie en 1913.
Il s'agit d'une adaptation de Voyages très-extraordinaires de Saturnin Farandoul dans les 5 ou 6 parties du monde et dans tous les pays connus et même inconnus de M. Jules Verne, un roman d'aventures écrit en 1879 par Albert Robida.
Il est parfois cité parmi les premières expressions de la science-fiction européenne au cinéma.

## Synopsis
L'isola delle scimmie
Au cours d'une traversée, une tempête se produit dans l'océan Pacifique et un voilier dirigé par le capitaine Barnaba Farandoul est détruit. Dans le voilier se trouvent sa femme et son fils en bas âge nommé Saturnin. Pour le sauver, il embarque Saturnin sur un petit navire. Le bébé atterrit sur les îles Paumotou, peuplées uniquement de singes. Saturnin est élevé par ces animaux sauvages, mais lorsqu'ils remarquent sa différence en tant qu'être humain, ils le méprisent et le marginalisent.
Saturnin, attristé par le comportement des singes, quitte l'île. Au cours de son voyage, il est remarqué par un groupe de marins qui l'amènent à leur supérieur, le capitaine Lombrico, qui l'engage comme garde marin.
Un jour, le navire est attaqué par une bande de pirates dirigée par leur chef, Bora-Bora, et ils capturent le capitaine Lombrico. Mais Saturnin organise et dirige un soulèvement contre les occupants, qui sont chassés. Après cet exploit, le capitaine n'étant plus là, les marins élisent Saturnin comme capitaine.
Saturnin rencontre une jeune fille nommée Misora, qu'il épouse. Un jour, alors qu'ils font de la plongée, une baleine s'approche et avale Misora. Saturnin, qui n'a pas réalisé ce qui s'est passé, part à la recherche de sa femme et poursuit la baleine, mais s'arrête à cause de l'épuisement des marins.
La baleine est capturée par des pêcheurs et achetée par le professeur Cocknuff, directeur d'un grand aquarium à Melbourne. En apprenant l'existence de l'animal, Saturnin se rend chez Cocknuff, qui refuse de lui céder Misora. Saturnin, agacé par ce refus, lui déclare la guerre et se rend à l'île aux Singes où il forme de nombreuses recrues avec lesquelles il attaque et détruit l'aquarium et libère Misora.
Alla ricerca dell'elefante bianco
Un éléphant blanc appartenant au roi siamois est volé et le souverain offre une riche récompense à celui qui le retrouvera. À l'annonce de cette nouvelle, Saturnin et Misora se rendent à Bangkok.
L'animal a été volé par le ministre Nao-Ching, qui le vend au mandarin de San-Kiù. Saturnin combat les hommes du mandarin, mais ceux-ci enlèvent Misora. Saturnin et ses hommes tombent alors dans un piège, sont faits prisonniers et condamnés à mort.
Misora, se faisant passer pour la femme du mandarin, réussit à faire libérer Saturnin et les autres en distrayant les gardes et en leur faisant fumer de l'opium. Saturnin et ses hommes parviennent à s'échapper et à rendre l'éléphant blanc au roi.
La regina dei Makalolos
Saturnin et Misora naviguent vers la source du Nil. Misora aperçoit deux jeunes filles ligotées et entourées de nombreux hommes. Les deux hommes se déguisent en animaux agressifs, tuent le chef de la tribu et chassent les « Niam-Niam », qui retenaient les jeunes filles captives pour les dévorer, et les sauvent.
Les deux femmes deviennent les reines de la tribu des Makalolos et campent dans un endroit où il y a beaucoup de lions, qui sont chassés par Saturnin. Entre-temps, les trois femmes sont enlevées par un gorille, et Saturnin convainc le gorille de les relâcher en parlant sa "langue".
Farandola contro Fileas-Fogg
Saturnin prend le commandement du navire Bella Leocadia en route pour l'Amérique, où Southern Milligan veut planifier le déplacement des chutes du Niagara à l'intérieur de ses frontières.
Pour étudier le projet, Saturnin s'installe dans un village de castors. Trahi par Fileas-Fogg, le village est attaqué par des Amérindiens menés par Bison Rouge qui font prisonniers Saturnin et Misora.
Saturnin est alors libéré par la fille du chef de la tribu et s'échappe à cheval avec elle. Pour se venger de la trahison de Fileas-Fogg, Saturnin prend le commandement de l'armée nordiste des Milligan qui combat l'armée sudiste de Fileas-Fogg. L'armée du Nord fait la guerre aux Sudistes et les vainc en les engourdissant avec des « bombes de chloroforme » et un « aspirateur pneumatique » qui aspire les soldats ennemis. Saturnin livre le duel final contre le perfide Fileas-Fogg à bord de montgolfières armées de mitrailleuses, libère Misora et vainc l'ennemi en le terrassant.
Saturnin finit par revenir à île aux Singes où il est chaleureusement accueilli.

## Fiche technique
- Titre français : Les Aventures extraordinaires de Saturnin Farandoul[2] ou Saturnin Farandoul
- Titre original italien : Le avventure straordinarissime di Saturnino Farandola
- Réalisation : Marcel Fabre (sous le nom de « Marcel Perez »), Luigi Maggi
- Scenario : Guido Volante d'après le roman Voyages très-extraordinaires de Saturnin Farandoul dans les 5 ou 6 parties du monde et dans tous les pays connus et même inconnus de M. Jules Verne (1879) d'Albert Robida
- Photographie :	Ottavio De Matteis
- Décors : Enrico Lupi, Decoroso Bonifanti (it)
- Production : Arturo Ambrosio
- Société de production : Società Anonima Ambrosio
- Pays de production :  Royaume d'Italie
- Langue originale (intertitres) : italien
- Format : Noir et blanc - 1,33:1 - muet - 35 mm
- Durée : 77 minutes
- Genre : Comédie de science-fiction à sketches
- Dates de sortie :
  - Royaume d'Italie : 25 novembre 1913

## Distribution
- Marcel Fabre : Saturnin Farandola
- Nilde Baracchi : Misora
- Filippo Costamagna
- Oreste Grandi
- Felice Minotti
- Armando Pilotti
- Alfredo Bertone
- Luciano Manara
- Luigi Stinchi
- Dario Silvestri
- Vittorio Tettoni
- Orlando Ricci
- Elena Pozzi Ricci
- Norina Rasero